# Jamaicaans curlingteam (gemengddubbel)
Het Jamaicaans curlingteam vertegenwoordigt Jamaica in internationale curlingwedstrijden.

## Geschiedenis
Jamaica maakte zijn debuut op het internationale curlingtoneel in 2023 tijdens een kwalificatietoernooi voor het wereldkampioenschap curling gemengddubbel. Het land wist zich niet te kwalificeren voor het WK. Ook in 2024 nam het land zonder succes deel aan het kwalificatietoernooi.
Australië · België · Brazilië · Bulgarije · Canada · China · Chinees Taipei · Denemarken · Duitsland · Engeland · Estland · Filipijnen · Finland · Frankrijk · Griekenland · Groot-Brittannië · Guyana · Hongarije · Hongkong · Ierland · India · Israël · Italië · Jamaica · Japan · Kazachstan · Kirgizië · Koeweit · Kosovo · Kroatië · Letland · Litouwen · Luxemburg · Mexico · Mongolië · Nederland · Nieuw-Zeeland · Nigeria · Noorwegen · Oekraïne · Oostenrijk · Polen · Portugal · Puerto Rico · Qatar · Roemenië · Rusland · Saoedi-Arabië · Schotland · Servië · Slovenië · Slowakije · Spanje · Thailand · Tsjechië · Turkije · Verenigde Staten · Wales · Wit-Rusland · Zuid-Korea · Zweden · Zwitserland